# ゲオルク・アウグスト・シュヴァインフルト

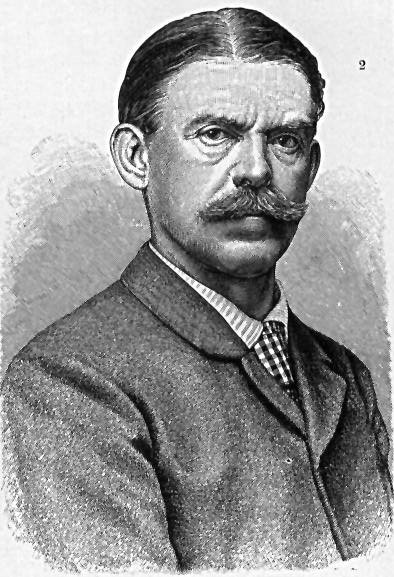
Georg Schweinfurth

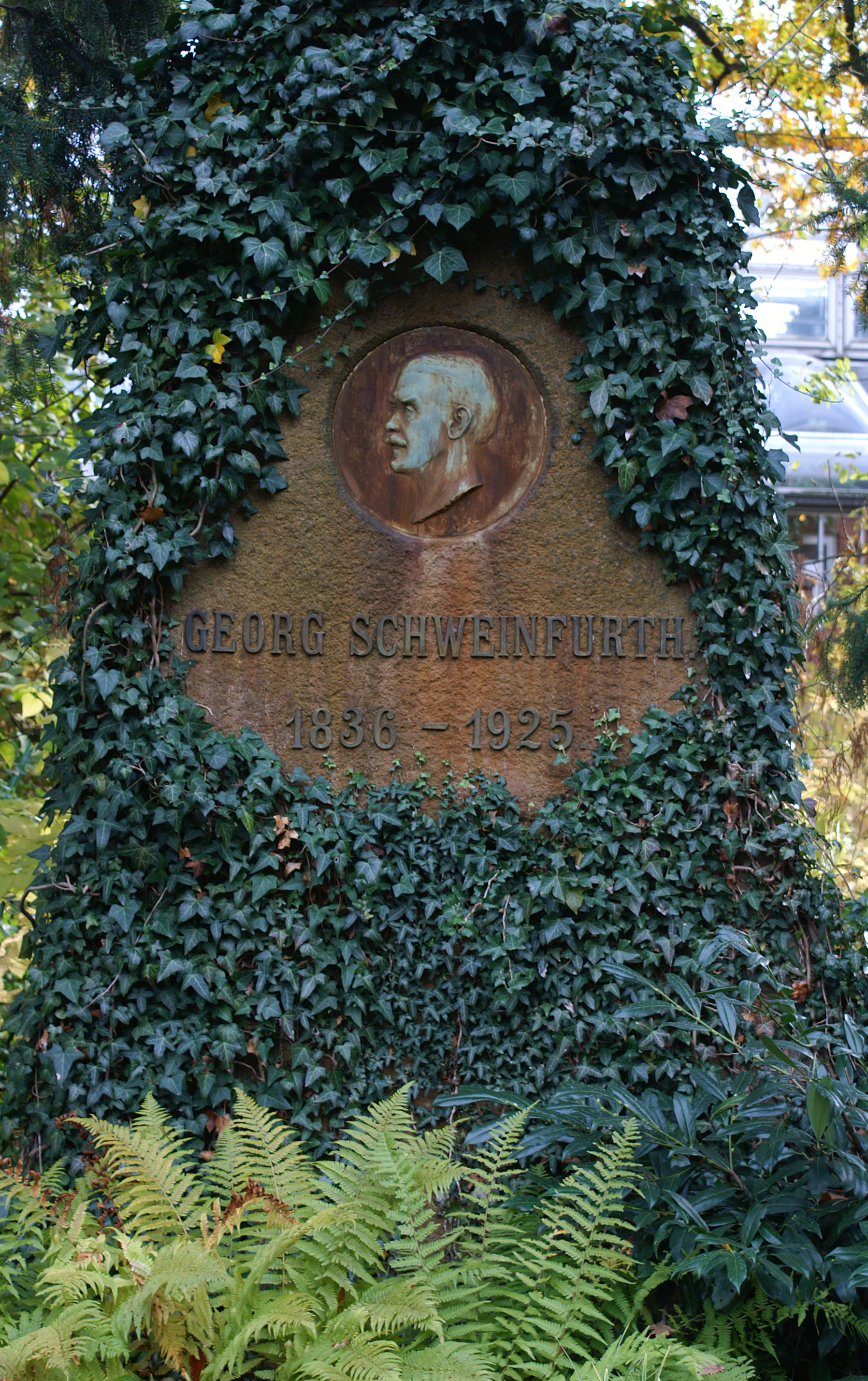
ベルリン＝ダーレム植物園にあるレリーフ

ゲオルク・アウグスト・シュヴァインフルト（Georg August Schweinfurth、1836年12月29日 – 1925年9月19日）はリガ生まれのドイツの探検家、植物学者、民族学者である。東中部アフリカを探検した。

## 略歴
当時はロシア帝国領であったラトビアのリガに生まれた。ハイデルベルク大学、ミュンヘン大学で学んだ後、1856年から1862年までベルリン大学で学んだ。ベルリン大学では植物学と古生物学を学んだ。スーダンを探検した、アダルバート・フォン・バーニム（Adalbert von Barnim）とハルトマン（Karl Eduard Robert Hartmann）の収集した資料の整理を依頼されたことから中部アフリカに強い関心を持った。1863年に紅海沿岸を旅し、沿岸部とナイルの間の地域を何度も往復し、1866年にヨーロッパに戻った。
シュヴァインフルトの研究は注目されるようになり、1868年にフンボルト財団から、東アフリカの内陸部の科学的探検を委託され、1869年1月にハルツームを出発し、白ナイルを遡り、バハル・エル・ガザルに達し、その後、象牙商人とともにデュール族、ディンカ族、ボンゴ族、アザンデ族の居住地域を旅し、マンベトゥ族の国へ入った。ザイール北東部から西流し，ウバンギ川に合流するウェレ川を発見し、これがチャド水系に属すると結論した。この川がコンゴ川につながっているとわかったのは数年後である。
地理的な発見に加えて、多くの民俗学的や動物学、植物学の知見ももたらした。マンベトゥ族の食人儀式の詳細を記述し、アカ族ピグミーの発見は、熱帯アフリカの矮小な人種の存在を確認した。1870年のキャンプの火災で貴重なコレクションは失われたが、1871年7月にハルツームに戻り、報告書を"Im Herzen von Afrika" (Leipzig, 1874; 英語版 The Heart of Africa, 1873, new ed. 1878)として発表した。
1874年には、アフリカ探検の功績に対して、王立地理学会から金メダルを贈られた。
1873年から1874年にかけて、地理学者のロルフス（Friedrich Gerhard Rohlfs）とリビア砂漠を探検し、1875年にカイロで暮らし、エジプト総督のイスマーイール・パシャの後援のもとで、地理学会を設立した。1876年にギュスフェルト（Paul Güssfeldt）とアラビア砂漠を探検し、1888年まで何度かアラビア砂漠を訪れた。同じ頃、ナイル川渓谷の都市ファイユームで地理や植物学研究を行った。1889年にベルリンに戻り、その後はイタリアの植民地のエリトリアを何度か訪れ、ベルリンで没した。
彼の旅行や研究の報告は、書籍やPetermanns Mitteilungen, the Zeitschrift für Erdkundeなどの刊行物の記事として発表された。著作には"Artes Africanae; Illustrations and Descriptions of Productions of the Industrial Arts of Central African Tribes "(1875)などがある。